# Discografia de Tycho (músico)

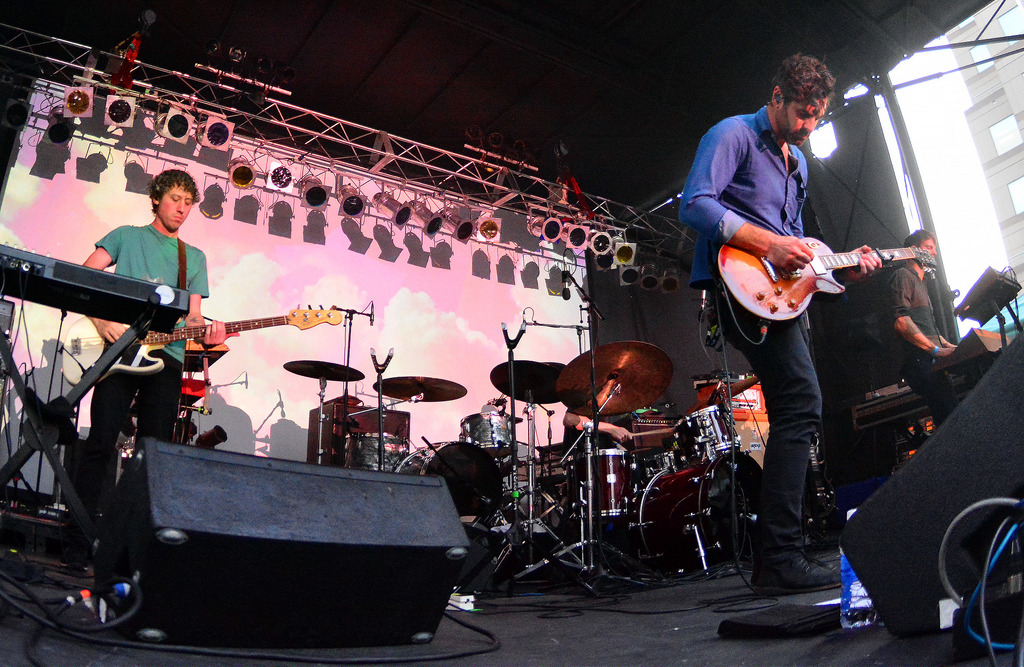
Tycho performing at Hopscotch Music Festival in Raleigh, NC in 2015.

Scott Hansen, profissionalmente conhecido como Tycho, é um músico e produtor Americano tendo como estilo musical o ambient, também conhecido como ISO50 no seu trabalho de fotografia e design.

## Álbuns
| Álbum             | Lançamento | Gravadora             | Classificações |
| ----------------- | ---------- | --------------------- | --- |
| Sunrise Projector | 2004       | Gammaphone Records    | - |
| Past is Prologue  | 2006       | Merck Records         | - |
| Dive              | 2011       | Ghostly International | - Allmusic — - BBC Music — (positivo) - Beats Per Minute — (80%) - Pitchfork Media — (7.0/10) - Popmatters — (8/10) - Spin — (6/10) - Sputnikmusic —                                |
| Awake             | 2014       | Ghostly International | - AllMusic — - Consequence of Sound — B− - Drowned in Sound — 7/10 - musicOMH — - NME — 6/10 - Paste — 7.3/10 - Pitchfork Media — 7.0/10 - PopMatters — 4/10 - Sputnikmusic — 3.5/5 |

## EPs
- The Science of Patterns (2002/2007, independente/Gammaphone relançamento)
- Fragments / Ascension (2013, Ghostly International, com Thievery Corporation)

## Singles
- "Past is Prologue" 12" sampler (2006, Merck Records)
- "Adrift/From Home" (2008, Ghostly International)
- "The Daydream/The Disconnect" (2007, Ghostly International)
- "Coastal Brake" (2009, Ghostly International)
- "Hours" (2011, Ghostly International)
- "Dive (Radio Edit)" (2011, Ghostly International)
- "Dive" (2012, Ghostly International)
- "Awake" (2013, Ghostly International)